# Venus (gudinde)
 For alternative betydninger, se Venus. (Se også artikler, som begynder med Venus)
Venus er den romerske gudinde for kærlighed og skønhed. Venus svarer i den græske mytologi til gudinden Afrodite. Venus er datter af den øverste gud Jupiter og den jordiske kvinde Dione.

## Ægtemænd og elskere
Da Venus blev ført op på Olympen, forsøgte hendes far Jupiter at forføre hende. Da hun modsatte sig, blev hun som Jupiters hævn tvunget til at indgå ægteskab med den grimme, halte ildgud Vulkan, der år forinden var blevet smidt ud fra Olympen på grund af hans vanskabthed og var blevet smed. Venus havde ikke nok i Vulkan og havde mange elskere; både dødelige og udødelige lå i ægtesengen. Blandt dem var den smukkeste jordiske mand, jægeren Adonis, og krigsguden Mars, som hun fik sønnen Amor med. Han blev symbol på kærlighed og sendt ud for at ramme mennesker som guder med sine forelskelsespile.

## Venus' magiske bælte
Venus var kendt for sin ekspertise inden for elskov og i flere situationer rådgav hun guder og dødelige. Venus ejede et magisk bælte, der gav enhver, der bar det, ynde og uimodståelighed. Hun lånte det fx ud til gudinden for ægteskaber, fødsler og frugtbarhed, Juno, der skulle forføre sin troløse mand, Venus' egen far, Jupiter.

## Myten om Paris' dom
Myten om Paris' dom tager udgangspunkt i et bryllup på Olympen, hvor stridsgudinden Eris ikke var blevet inviteret. Som hævn mødte hun op til festen og smed et æble ind mellem alle guderne. På det stod: "Til den skønneste". Alle gudinderne begyndte at skændtes om, hvem æblet tilkom, og som løsning blev der afholdt en skønhedskonkurrence, hvor tre nominerede gudinder skulle dyste om titlen. Det var Venus, Juno og Minerva, gudinde for kunst, håndværk og lærdom.
Dommeren i konkurrencen skulle være upartisk, og det blev den jordiske Paris, søn af Kong Priamos af Troja. Det var svært for Paris at være objektiv, da Juno lovede ham magt, Minerva lovede ham uendelig visdom, og Venus lovede ham jordens smukkeste kvinde for at vinde. Paris kunne ikke modstå Venus' tilbud og lod hende vinde konkurrencen. Hun fik titlen som 'Den skønneste' og modtog æblet.
Denne konkurrence fik konsekvenser, da verdens smukkeste kvinde var Helena og allerede var gift med Kong Menelaos. Paris drog til Sparta og hentede Helena. Menelaos besluttede at hente sin tidligere ægtefælle tilbage. Det var første skridt mod den trojanske krig og Trojas fald.